# Campeonato Colombiano de Futebol de 2019 – Segunda Divisão
A Segunda Divisão do Campeonato Colombiano de Futebol de 2019, também conhecida como Categoría Primera B e por conta do patrocínio como Torneo Águila de 2019, foi a 30.ª edição do campeonato de clubes profissionais de futebol equivalente à segunda divisão do futebol colombiano. A liga que conta com a participação de 16 times foi organizada pela División Mayor del Fútbol Colombiano (DIMAYOR), entidade esportiva responsável pelos torneios de futebol profissional e ligada à Federação Colombiana de Futebol (FCF), entidade máxima do futebol na Colômbia. A temporada começou em 2 de fevereiro e terminou em 6 de dezembro de 2019. O certame é dividido em dois torneios próprios e independentes, o Torneo Aguila I no primeiro semestre do ano e o Torneo Aguila II no segundo semestre, e concede duas vagas na temporada de 2020 da Primeira A e nenhum rebaixamento.
O Deportivo Pereira faturou o título da competição após vencer os dois torneios da temporada. Foi o segundo título da equipe na história do torneio; o primeiro foi conquistado em 2000. O segundo e último acesso foi decidido em um play-off entre Boyacá Chicó e Cortuluá. A vaga ficou com o Boyacá Chicó que venceu o jogo de volta por 1–0 em Tunja; na partida de ida tivemos um empate sem gols em Tuluá.

## Regulamento
O Torneo Águila (ou Primera B) da temporada de 2019 é disputada por dezesseis clubes e dividida em dois torneios oficiais e independentes: Torneo Águila I e Torneo Águila II. Cada um desses torneios terá três fases: todos contra todos, quadrangulares e final. A primeira fase é classificatória e ocorre no sistema de pontos corridos, num total de 15 rodadas. Os oitos melhores times se classificam para a fase seguinte, onde serão divididos em dois grupos – A e B –, e disputarão entre si dois quadrangulares com jogos de ida e volta; em caso de igualdade na pontuação, tanto na fase classificatória como nos quadrangulares, são critérios de desempate: 1) melhor saldo de gols, 2) mais gols pró, 3) mais gols pró como visitante, 4) menos gols sofridos como visitante, 5) sorteio. E por fim, temos a fase final, com a decisão em jogos de ida e volta pelos vencedores de cada quadrangular; em caso de igualdade na placar agregado, o título será decidido na cobrança de pênaltis.
Os vencedores dos dois torneios disputam uma final em partidas de ida volta pelo título da temporada e pela primeira vaga da Primera A de 2020. O vice-campeão da temporada jogará com o melhor time da tabela geral da temporada (com exceção do campeão) em outra série de partidas de ida e volta pela segunda e última vaga de promoção. Caso o vice-campeão da temporada também termine como o melhor time da tabela agregada, ele também será promovido e o play-off da promoção não será disputado. Uma outra situação é possível caso um mesmo clube vença os dois torneios da temporada, nesse caso, ele ascenderá automaticamente para a Primera A de 2020 e a outra vaga será decidida em dois jogos pelos dois clubes mais bem posicionados (com exceção do campeão) na tabela de classificação da temporada (Torneo Águila I + Torneo Águila II).

## Participantes
Dezesseis equipes participam do certame: catorze delas remanescentes da temporada passada, além do Boyacá Chicó e Leones, equipes rebaixadas da primeira divisão de 2018, ambas com apenas uma temporada no topo. Além disso, a partir desta temporada, o Real Santander mudou sua sede esportiva para a Ilha de San Andrés, onde passa a chamar-se Real San Andrés.
Em 12 de março de 2019, a Assembleia Geral da DIMAYOR aprovou uma proposta de realocação do Universitario de Popayán para Cáli a partir da segunda metade da temporada, com isso o clube mencionado passa a denominar-se Boca Juniors de Cáli.  Universitario jogou sua última partida no torneio com esse nome em 4 de maio de 2019, perdendo para o Deportivo Pereira em Palmira por 4 a 1.
| Equipe            | Cidade               | Região                                    | No ano anterior                                                      | Estádio                                | Capacidade | Títulos              | Participações |
| ----------------- | -------------------- | ----------------------------------------- | -------------------------------------------------------------------- | -------------------------------------- | ---------- | -------------------- | ------------- |
| Bogotá            | Bogotá               | Distrito Capital                          | Primeira Fase                                                        | Estádio Metropolitano de Techo         | 8.000      | 0 (não possui)       | 16            |
| Valledupar        | Valledupar           | Cesar                                     | Segunda Fase                                                         | Estádio Armando Maestre Pavajeau       | 11.000     | 0 (não possui)       | 15            |
| Barranquilla      | Barranquilla         | Atlántico                                 | Primeira Fase                                                        | Estádio Metropolitano Roberto Meléndez | 46.692     | 0 (não possui)       | 14            |
| Atlético          | Cali                 | Valle del Cauca                           | Primeira Fase                                                        | Estádio Olímpico Pascual Guerrero      | 45.000     | 0 (não possui)       | 14            |
| Real Andrés       | San Andrés           | Santo André, Providência e Santa Catarina | Primeira Fase                                                        | Estádio Erwin O'Neil                   | 3.000      | 0 (não possui)       | 12            |
| Deportivo Pereira | Pereira              | Risaralda                                 | Segunda Fase                                                         | Estádio Hernán Ramírez Villegas        | 30.313     | 1 (2000)             | 10            |
| Llaneros          | Villavicencio        | Meta                                      | Segunda Fase                                                         | Estádio Manuel Calle Lombana           | 13.000     | 0 (não possui)       | 7             |
| Real Cartagena    | Cartagena das Índias | Bolívar                                   | Segunda Fase                                                         | Estádio Olímpico Jaime Morón León      | 16.068     | 3 (1999, 2004, 2008) | 17            |
| Deportes Quindío  | Armênia              | Quindío                                   | Primeira Fase                                                        | Estádio Centenário de Armenia          | 29.000     | 1 (2001)             | 6             |
| Orsomarso         | Palmira              | Valle del Cauca                           | Primeira Fase                                                        | Estádio Francisco Rivera Escobar       | 9.000      | 0 (não possui)       | 3             |
| Fortaleza         | Cota                 | Cundinamarca                              | Primeira Fase                                                        | Estádio Municipal de Cota              | 2.300      | 0 (não possui)       | 6             |
| Tigres            | Bogotá               | Distrito Capital                          | Primeira Fase                                                        | Estádio Metropolitano de Techo         | 8.000      | 0 (não possui)       | 17            |
| Cortuluá          | Tuluá                | Valle del Cauca                           | Segunda Fase                                                         | Estádio Doce de Octubre                | 16.000     | 2 (1993, 2009)       | 14            |
| Boyacá Chicó      | Tunja                | Boyacá                                    | Rebaixado do Campeonato Colombiano de Futebol de 2018 - Finalización | Estádio La Independencia               | 21.000     | 2 (2003, 2017)       | 5             |
| Leones            | Itagüí               | Antioquia                                 | Rebaixado do Campeonato Colombiano de Futebol de 2018 - Finalización | Estádio Metropolitano Ciudad de Itagüí | 12.000     | 0 (não possui)       | 29            |
| Boca Juniors      | Cali                 | Valle del Cauca                           | Estreante                                                            | Estádio Olímpico Pascual Guerrero      | 6.500      | 0 (não possui)       | 1             |

## Torneo Águila I

### Primeira fase
| Pos | Equipe            | Pts | J  | V | E | D | GP | GC | SG  | Classificação              |
| --- | ----------------- | --- | -- | - | - | - | -- | -- | --- | -------------------------- |
| 1   | Real Cartagena    | 29  | 15 | 8 | 5 | 2 | 26 | 15 | +11 | Avançam aos quadrangulares |
| 2   | Deportes Quindío  | 29  | 15 | 8 | 5 | 2 | 23 | 12 | +11 | Avançam aos quadrangulares |
| 3   | Deportivo Pereira | 28  | 15 | 8 | 4 | 3 | 26 | 10 | +16 | Avançam aos quadrangulares |
| 4   | Barranquilla      | 26  | 15 | 7 | 5 | 3 | 20 | 15 | +5  | Avançam aos quadrangulares |
| 5   | Boyacá Chicó      | 25  | 15 | 6 | 7 | 2 | 16 | 10 | +6  | Avançam aos quadrangulares |
| 6   | Cortuluá          | 24  | 15 | 7 | 3 | 5 | 26 | 22 | +4  | Avançam aos quadrangulares |
| 7   | Leones            | 24  | 15 | 6 | 6 | 3 | 16 | 12 | +4  | Avançam aos quadrangulares |
| 8   | Llaneros          | 23  | 15 | 7 | 2 | 6 | 26 | 24 | +2  | Avançam aos quadrangulares |
| 9   | Bogotá            | 22  | 15 | 6 | 4 | 5 | 16 | 19 | −3  |                            |
| 10  | Tigres            | 20  | 15 | 5 | 5 | 5 | 20 | 24 | −4  |                            |
| 11  | Fortaleza         | 19  | 15 | 5 | 4 | 6 | 21 | 22 | −1  |                            |
| 12  | Valledupar        | 14  | 15 | 3 | 5 | 7 | 13 | 20 | −7  |                            |
| 13  | Universitario     | 12  | 15 | 2 | 6 | 7 | 12 | 20 | −8  |                            |
| 14  | Real San Andrés   | 10  | 15 | 1 | 7 | 7 | 13 | 24 | −11 |                            |
| 15  | Atlético          | 8   | 15 | 1 | 5 | 9 | 9  | 25 | −16 |                            |
| 16  | Orsomarso         | 7   | 15 | 0 | 7 | 8 | 16 | 25 | −9  |                            |

#### Resultados
| Mandante \ Visitante | ATL | BAR | BOG | BOY | COR | QUI | PER | FOR | LEO | LLA | ORS | RCA | RSA | TIG | UPO | VAL |
| -------------------- | --- | --- | --- | --- | --- | --- | --- | --- | --- | --- | --- | --- | --- | --- | --- | --- |
| Atlético             | —   | —   | —   | 1–2 | 0–2 | 1–0 | —   | 0–1 | —   | —   | —   | 0–3 | 0–1 | —   | —   | —   |
| Barranquilla         | 1–0 | —   | —   | 0–0 | 2–2 | —   | —   | 2–0 | —   | —   | —   | 2–1 | 2–0 | —   | —   | 3–0 |
| Bogotá               | 0–0 | 0–2 | —   | —   | 3–2 | —   | 1–1 | —   | —   | 2–5 | —   | 1–0 | 1–0 | —   | —   | 2–1 |
| Boyacá Chicó         | —   | —   | 0–0 | —   | —   | 1–1 | 0–0 | 3–1 | 2–1 | —   | 0–0 | —   | —   | 0–1 | 2–0 | —   |
| Cortuluá             | —   | —   | —   | 0–0 | —   | 1–3 | 2–1 | 3–2 | 0–1 | —   | 2–0 | —   | —   | 2–1 | 1–0 | —   |
| Deportes Quindío     | —   | 2–2 | 4–1 | —   | —   | —   | —   | —   | 0–0 | 1–0 | 1–1 | —   | —   | 3–1 | 2–1 | —   |
| Deportivo Pereira    | 4–0 | 2–1 | —   | —   | —   | 0–1 | —   | —   | —   | —   | 1–0 | —   | 1–0 | 6–0 | —   | 2–0 |
| Fortaleza            | —   | —   | 2–0 | —   | —   | 0–2 | 1–2 | —   | 4–1 | 2–1 | 2–2 | —   | —   | 0–0 | 3–1 | —   |
| Leones               | 4–2 | 0–0 | 1–0 | —   | —   | —   | 1–0 | —   | —   | 0–1 | —   | 1–1 | 3–0 | —   | —   | 0–0 |
| Llaneros             | 3–1 | 3–1 | —   | 3–3 | 3–2 | —   | 0–0 | —   | —   | —   | —   | 0–2 | 2–0 | —   | —   | 0–1 |
| Orsomarso            | 1–1 | 1–2 | 1–2 | —   | —   | —   | —   | —   | 1–2 | 2–3 | —   | —   | —   | —   | 2–2 | 1–2 |
| Real Cartagena       | —   | —   | —   | 2–1 | 3–2 | 2–1 | 2–2 | 2–0 | —   | —   | 1–1 | —   | —   | 2–0 | 1–0 | —   |
| Real San Andrés      | —   | —   | —   | 0–1 | 2–2 | 1–1 | —   | 2–2 | —   | —   | 2–2 | 3–3 | —   | 1–1 | —   | —   |
| Tigres               | 1–1 | 4–0 | 0–3 | —   | —   | —   | —   | —   | 1–1 | 4–2 | 2–1 | —   | —   | —   | 2–0 | —   |
| Universitario        | 1–1 | 0–0 | 0–0 | —   | —   | —   | 1–4 | —   | 0–0 | 3–0 | —   | —   | 1–1 | —   | —   | 2–1 |
| Valledupar           | 1–1 | —   | —   | 0–1 | 1–3 | 0–1 | —   | 1–1 | —   | —   | —   | 1–1 | 2–0 | 2–2 | —   | —   |

### Quadrangulares

#### Grupo A
| Pos | Equipe         | Pts | J | V | E | D | GP | GC | SG | Classificação  |     | COR | RCA | LEO | BAR |
| --- | -------------- | --- | - | - | - | - | -- | -- | -- | -------------- | --- | --- | --- | --- | --- |
| 1   | Cortuluá       | 13  | 6 | 4 | 1 | 1 | 11 | 4  | +7 | Avança à final |     | —   | 3–0 | 3–0 | 2–0 |
| 2   | Real Cartagena | 11  | 6 | 3 | 2 | 1 | 11 | 8  | +3 |                |     | 1–1 | —   | 4–1 | 2–1 |
| 3   | Leones         | 7   | 6 | 2 | 1 | 3 | 6  | 11 | −5 |                | 3–1 | 1–1 | —   | 1–0 |     |
| 4   | Barranquilla   | 3   | 6 | 1 | 0 | 5 | 4  | 9  | −5 |                | 0–1 | 1–3 | 2–0 | —   |     |

#### Grupo B
| Pos | Equipe            | Pts | J | V | E | D | GP | GC | SG | Classificação  |     | PER | BOY | QUI | LLA |
| --- | ----------------- | --- | - | - | - | - | -- | -- | -- | -------------- | --- | --- | --- | --- | --- |
| 1   | Deportivo Pereira | 15  | 6 | 5 | 0 | 1 | 9  | 4  | +5 | Avança à final |     | —   | 1–2 | 2–1 | 1–0 |
| 2   | Boyacá Chicó      | 13  | 6 | 4 | 1 | 1 | 9  | 2  | +7 |                |     | 0–1 | —   | 1–0 | 0–0 |
| 3   | Deportes Quindío  | 4   | 6 | 1 | 1 | 4 | 5  | 9  | −4 |                | 0–2 | 0–3 | —   | 3–0 |     |
| 4   | Llaneros          | 2   | 6 | 0 | 2 | 4 | 2  | 10 | −8 |                | 1–2 | 0–3 | 1–1 | —   |     |

Notas:
1. 1 2  A partida entre Deportes Quindío e Boyacá Chicó pela 4ª rodada dos quadrangulares semifinais foi encerrada aos 84 minutos devido a invasão de campo da torcida local, o placar estava 1 a 0 para os visitantes. Por esse motivo, a Dimayor penalizou o Deportes Quindío com a perda dos pontos da partida por W.O e o resultado atribuído foi 3 a 0 para o Boyacá Chicó.[8]

### Finais
| 6 de junho de 2019 | Cortuluá                | 2 – 1     | Deportivo Pereira | Tuluá                                           |  |
| 15:30              | - Herrera 24' - Roa 55' | Relatório | - Álvarez 74'     | Estádio: Doce de Octubre Árbitro: Carlos Ortega |  |

| 10 de junho de 2019                     | Deportivo Pereira          | 2 – 1 (3–1 pen.)                     | Cortuluá  | Pereira                                                           |  |
| 19:30                                   | - Molina 31' - Álvarez 70' | Relatório                            | - Roa 43' | Estádio: Estádio Hernán Ramírez Villegas Árbitro: Gustavo Murillo |  |
|                                         |                            | Penalidades                          |           |                                                                   |  |
| - Álvarez - Navarro - Molina - Casierra |                            | - Herrera - Correa - Lazso - Montoya |           |                                                                   |  |

Após empate por 3–3 no agregado, o Deportivo Pereira venceu nas penalidades máximas.

### Premiação do Torneo Águila I
| Torneo Águila I                                |
| ---------------------------------------------- |
| Deportivo Pereira Campeão Classificado à final |

## Torneo Águila II

### Primeira fase
| Pos | Equipe            | Pts | J  | V | E | D  | GP | GC | SG  | Classificação              |
| --- | ----------------- | --- | -- | - | - | -- | -- | -- | --- | -------------------------- |
| 1   | Deportes Quindío  | 29  | 15 | 8 | 5 | 2  | 21 | 12 | +9  | Avançam aos quadrangulares |
| 2   | Boyacá Chicó      | 27  | 15 | 8 | 3 | 4  | 25 | 19 | +6  | Avançam aos quadrangulares |
| 3   | Bogotá            | 26  | 15 | 8 | 2 | 5  | 19 | 14 | +5  | Avançam aos quadrangulares |
| 4   | Cortuluá          | 25  | 15 | 8 | 1 | 6  | 24 | 19 | +5  | Avançam aos quadrangulares |
| 5   | Deportivo Pereira | 25  | 15 | 6 | 7 | 2  | 13 | 9  | +4  | Avançam aos quadrangulares |
| 6   | Real Cartagena    | 24  | 15 | 7 | 3 | 5  | 20 | 19 | +1  | Avançam aos quadrangulares |
| 7   | Fortaleza         | 22  | 15 | 6 | 4 | 5  | 18 | 15 | +3  | Avançam aos quadrangulares |
| 8   | Tigres            | 21  | 15 | 5 | 6 | 4  | 17 | 14 | +3  | Avançam aos quadrangulares |
| 9   | Leones            | 21  | 15 | 4 | 9 | 2  | 19 | 17 | +2  |                            |
| 10  | Real San Andrés   | 20  | 15 | 6 | 2 | 7  | 16 | 17 | −1  |                            |
| 11  | Llaneros          | 19  | 15 | 6 | 1 | 8  | 12 | 15 | −3  |                            |
| 12  | Valledupar        | 19  | 15 | 4 | 7 | 4  | 14 | 19 | −5  |                            |
| 13  | Atlético          | 18  | 15 | 4 | 6 | 5  | 15 | 13 | +2  |                            |
| 14  | Boca Juniors      | 11  | 15 | 3 | 2 | 10 | 15 | 25 | −10 |                            |
| 15  | Barranquilla      | 11  | 15 | 2 | 5 | 8  | 10 | 21 | −11 |                            |
| 16  | Orsomarso         | 8   | 15 | 1 | 5 | 9  | 13 | 23 | −10 |                            |

#### Resultados
| Mandante \ Visitante | ATL | BAR | BOC | BOG | BOY | COR | QUI | PER | FOR | LEO | LLA | ORS | RCA | RSA | TIG | VAL |
| -------------------- | --- | --- | --- | --- | --- | --- | --- | --- | --- | --- | --- | --- | --- | --- | --- | --- |
| Atlético             | —   | 0–0 | 2–1 | 0–1 | —   | —   | —   | 0–0 | —   | 1–1 | 1–2 | 1–0 | —   | —   | 1–1 | 0–0 |
| Barranquilla         | —   | —   | 3–1 | 0–2 | —   | —   | 0–2 | 1–1 | —   | 2–2 | 1–0 | 0–0 | —   | —   | 1–1 | —   |
| Boca Juniors         | —   | —   | —   | —   | 2–2 | 3–2 | 0–2 | —   | 0–1 | —   | —   | 2–1 | 1–2 | —   | 2–0 | —   |
| Bogotá               | —   | —   | 2–0 | —   | 0–1 | —   | 2–1 | —   | 2–0 | 3–3 | —   | 2–1 | —   | —   | 0–3 | —   |
| Boyacá Chicó         | 2–0 | 4–0 | —   | —   | —   | 3–2 | —   | —   | —   | —   | 1–0 | —   | 5–2 | 1–0 | —   | 1–0 |
| Cortuluá             | 3–2 | 2–0 | —   | 1–0 | —   | —   | —   | —   | —   | —   | 1–0 | —   | 1–0 | 1–0 | —   | 6–0 |
| Deportes Quindío     | 0–4 | —   | —   | —   | 3–0 | 1–1 | —   | 1–1 | 1–1 | —   | —   | —   | 2–0 | 1–0 | —   | 0–0 |
| Deportivo Pereira    | —   | —   | 1–0 | 1–0 | 1–0 | 2–0 | —   | —   | 1–0 | 1–1 | 1–0 | —   | 0–0 | —   | —   | —   |
| Fortaleza            | 1–1 | 2–1 | —   | —   | 3–0 | 4–2 | —   | —   | —   | —   | —   | —   | 1–0 | 3–0 | —   | 0–0 |
| Leones               | —   | —   | 2–2 | —   | 1–0 | 1–0 | 2–3 | —   | 0–0 | —   | —   | 2–0 | —   | —   | 0–0 | —   |
| Llaneros             | —   | —   | 1–0 | 0–2 | —   | —   | 0–1 | —   | 2–0 | 1–1 | —   | 2–0 | —   | —   | 1–3 | —   |
| Orsomarso            | —   | —   | —   | —   | 4–4 | 1–2 | 1–1 | 1–1 | 2–0 | —   | —   | —   | 1–2 | 0–1 | 0–0 | —   |
| Real Cartagena       | 1–0 | 2–1 | —   | 2–1 | —   | —   | —   | —   | —   | 0–1 | 3–0 | —   | —   | 3–3 | —   | 2–2 |
| Real San Andrés      | 0–2 | 1–0 | 2–0 | 0–1 | —   | —   | —   | 3–1 | —   | 3–1 | 0–1 | —   | —   | —   | —   | 2–1 |
| Tigres               | —   | —   | —   | —   | 1–1 | 2–0 | 0–2 | 1–0 | 3–2 | —   | —   | —   | 0–1 | 1–1 | —   | 1–2 |
| Valledupar           | —   | 1–0 | 2–1 | 1–1 | —   | —   | —   | 1–1 | —   | 1–1 | 0–2 | 3–1 | —   | —   | —   | —   |

### Quadrangulares

#### Grupo A
| Pos | Equipe            | Pts | J | V | E | D | GP | GC | SG | Classificação  |     | PER | COR | TIG | QUI |
| --- | ----------------- | --- | - | - | - | - | -- | -- | -- | -------------- | --- | --- | --- | --- | --- |
| 1   | Deportivo Pereira | 13  | 6 | 4 | 1 | 1 | 11 | 4  | +7 | Avança à final |     | —   | 1–0 | 1–1 | 1–0 |
| 2   | Cortuluá          | 11  | 6 | 3 | 2 | 1 | 10 | 6  | +4 |                |     | 3–1 | —   | 2–0 | 1–0 |
| 3   | Tigres            | 6   | 6 | 1 | 3 | 2 | 6  | 12 | −6 |                | 0–5 | 1–1 | —   | 4–3 |     |
| 4   | Deportes Quindío  | 2   | 6 | 0 | 2 | 4 | 6  | 11 | −5 |                | 0–2 | 3–3 | 0–0 | —   |     |

#### Grupo B
| Pos | Equipe         | Pts | J | V | E | D | GP | GC | SG | Classificação  |     | BOY | FOR | RCA | BOG |
| --- | -------------- | --- | - | - | - | - | -- | -- | -- | -------------- | --- | --- | --- | --- | --- |
| 1   | Boyacá Chicó   | 14  | 6 | 4 | 2 | 0 | 9  | 4  | +5 | Avança à final |     | —   | 1–1 | 2–1 | 1–1 |
| 2   | Fortaleza      | 8   | 6 | 2 | 2 | 2 | 10 | 9  | +1 |                |     | 0–2 | —   | 1–3 | 3–1 |
| 3   | Real Cartagena | 8   | 6 | 2 | 2 | 2 | 8  | 7  | +1 |                | 0–1 | 2–2 | —   | 1–0 |     |
| 4   | Bogotá         | 2   | 6 | 0 | 2 | 4 | 4  | 11 | −7 |                | 1–2 | 0–3 | 1–1 | —   |     |

### Finais
| 22 de novembro de 2019 | Deportivo Pereira          | 2 – 1     | Boyacá Chicó   | Pereira                                                          |  |
| 18:30                  | - Posada 40' - Vásquez 82' | Relatório | - Palomino 73' | Estádio: Hernán Ramírez Villegas Árbitro: Luis Fernando Trujillo |  |

| 26 de novembro de 2019 | Boyacá Chicó | 1 – 1     | Deportivo Pereira | Tunja                                          |  |
| 20:00                  | - Urueña 87' | Relatório | - Vásquez 30'     | Estádio: La Independencia Árbitro: Óscar Gómez |  |

Deportivo Pereira venceu por 3–2 no agregado.

### Premiação do Torneo Águila II
| Torneo Águila II                               |
| ---------------------------------------------- |
| Deportivo Pereira Campeão Classificado à final |

## Classificação geral
| Pos | Equipe                   | Pts | J  | V  | E  | D  | GP | GC | SG  | Classificação                  |
| --- | ------------------------ | --- | -- | -- | -- | -- | -- | -- | --- | ------------------------------ |
| 1   | Deportivo Pereira (C, P) | 88  | 46 | 25 | 13 | 8  | 65 | 32 | +33 | Promovido à Primera A          |
| 2   | Boyacá Chicó (P)         | 84  | 46 | 23 | 15 | 8  | 62 | 37 | +25 | Repescagem pelo segundo acesso |
| 3   | Cortuluá                 | 77  | 46 | 23 | 8  | 15 | 74 | 55 | +19 | Repescagem pelo segundo acesso |
| 4   | Real Cartagena           | 72  | 42 | 20 | 12 | 10 | 65 | 49 | +16 |                                |
| 5   | Deportes Quindío         | 64  | 42 | 17 | 13 | 12 | 55 | 44 | +11 |                                |
| 6   | Leones                   | 52  | 36 | 12 | 16 | 8  | 41 | 40 | +1  |                                |
| 7   | Bogotá                   | 50  | 36 | 14 | 8  | 14 | 39 | 44 | −5  |                                |
| 8   | Fortaleza                | 49  | 36 | 13 | 10 | 13 | 49 | 46 | +3  |                                |
| 9   | Tigres                   | 47  | 36 | 11 | 14 | 11 | 43 | 50 | −7  |                                |
| 10  | Llaneros                 | 44  | 36 | 13 | 5  | 18 | 40 | 49 | −9  |                                |
| 11  | Barranquilla             | 40  | 36 | 10 | 10 | 16 | 34 | 45 | −11 |                                |
| 12  | Valledupar               | 33  | 30 | 7  | 12 | 11 | 27 | 39 | −12 |                                |
| 13  | Real San Andrés          | 30  | 30 | 7  | 9  | 14 | 29 | 41 | −12 |                                |
| 14  | Atlético                 | 26  | 30 | 5  | 11 | 14 | 24 | 38 | −14 |                                |
| 15  | Boca Juniors             | 23  | 30 | 5  | 8  | 17 | 27 | 45 | −18 |                                |
| 16  | Orsomarso                | 15  | 30 | 1  | 12 | 17 | 29 | 48 | −19 |                                |

## Repescagem pelo acesso
| 1 de dezembro de 2019 | Cortuluá | 0 – 0     | Boyacá Chicó | Tuluá                                           |  |
| 15:15                 |          | Relatório |              | Estádio: Doce de Octubre Árbitro: Carlos Ortega |  |

| 6 de dezembro de 2019 | Boyacá Chicó | 1 – 0     | Cortuluá | Tunja                                          |  |
| 20:00                 | - Vela 56'   | Relatório |          | Estádio: La Independencia Árbitro: Óscar Gómez |  |

Boyacá Chicó venceu por 1–0 no agregado.

## Estatísticas da temporada

### Artilheiros
| Posição | Jogador                | Clube             | Gols |
| ------- | ---------------------- | ----------------- | ---- |
| 1       | Diego Álvarez          | Deportivo Pereira | 12   |
| 1       | Juan Sebastián Herrera | Cortuluá          | 12   |
| 1       | Guillermo Murillo      | Cortuluá          | 12   |
| 4       | Edwin Aguilar          | Real Cartagena    | 11   |
| 4       | Jairo Molina           | Deportivo Pereira | 11   |
| 6       | Jhonny Cano            | Real Cartagena    | 8    |
| 7       | Kevin Aladesanmi       | Leones            | 7    |
| 7       | Leonel García          | Atlético          | 7    |
| 7       | Danny Santoya          | Deportes Quindío  | 7    |

| Posição | Jogador                | Clube             | Gols |
| ------- | ---------------------- | ----------------- | ---- |
| 1       | Juan Sebastián Herrera | Cortuluá          | 12   |
| 2       | Edinson Palomino       | Boyacá Chicó      | 11   |
| 3       | Sebastián Acosta       | Fortaleza         | 10   |
| 4       | Cristian Cangá         | Valledupar        | 8    |
| 5       | Edwin Aguilar          | Real Cartagena    | 7    |
| 5       | Diber Cambindo         | Deportes Quindío  | 7    |
| 5       | Leonel García          | Atlético          | 7    |
| 5       | Jairo Molina           | Deportivo Pereira | 7    |
| 9       | Kevin Aladesanmi       | Leones            | 6    |
| 9       | Henry Hernández        | Deportes Quindío  | 6    |
| 9       | Yorleys Mena           | Real Cartagena    | 6    |
| 9       | Luis Mina              | Boca Juniors      | 6    |
| 9       | José Carlos Muñoz      | Cortuluá          | 6    |

## Premiação
| Campeonato Colombiano de 2019 Segunda Divisão |
| Torneo Águila                                 |
| --------------------------------------------- |
| Deportivo Pereira Campeão (2º título)         |